# 金曜アニメミュージックLIVE
『金曜アニメミュージックLIVE』（きんようあにめみゅーじっくライブ）は、2017年9月1日から2018年7月20日までAbemaTVで配信されていた音楽番組。

## 概要
人気声優やアニメソングアーティストのコンサート映像を毎週配信する。当初は「深夜アニメ」チャンネルにて配信されていたが、2018年4月のアニメチャンネル再編後は「アニメLIVE」チャンネルにて配信された。
通常の金曜配信の他、2017年12月31日から2018年1月1日にかけてはアニメ系チャンネル横断の年末年始企画「AbemaTVアニメ5チャンネルからの挑戦状！」の一環として「48時間年越しアニソン祭り」を実施。

## 配信時間
- 2017年9月 - 2018年3月：毎週金曜日 22:00 -
- 2018年4月 - 7月：毎週金曜日 20:00 -

## 配信リスト
特筆のない場合は全編配信。